# 1534 a tudományban
Az 1534. év a tudományban és a technikában.

## Események
- április 20. – szeptember 5. – Jacques Cartier francia felfedező expedíciója a mai Kanada partvidékén, a Szent Lőrinc-öbölben
  - május 10. – eléri Új-Fundlandot
  - június 9. – első európaiként felfedezi a Szent Lőrinc-folyót

## Halálozások
- december 23. – Otto Brunfels német teológus, botanikus (* 1488)